# Гай Софоний Тигеллин
Гай Софо́ний (или Офо́ний) Тигелли́н (лат. Gaius Sofonius/Ofonius Tigellinus; родился, предположительно, около 10 года н. э., Агригент, Сицилия — погиб в 69 году, Синуэсса, Кампанья) — советник Нерона. 
С 62 по 68 годы он был префектом претория и фактически правил за императора, а после его гибели был вынужден покончить с собой.

## Биография
Ни один из античных источников не говорит о происхождении Тигеллина, упоминая лишь то, что его семья не принадлежала к высшим сословиям. Родился Гай Софоний (или — Офоний) в Агригенте на Сицилии, и некоторые историки полагают, что он был греком. По свидетельству Корнелия Тацита, Тигеллин «провёл молодость в грязи». Известно, что в 39 году н. э., во время правления Калигулы, он был изгнан из Рима за сношение с сёстрами Калигулы Агриппиной и Юлией, а в 41 году н. э., при Клавдии, получил разрешение вернуться.
Тигеллин купил землю в Апулии и Калабрии и занялся разведением скаковых лошадей. Агриппина Младшая познакомила его со своим сыном, Нероном, который назначил его префектом претория вместе с Фением Руфом. Гай Софоний стал ближайшим другом молодого императора; античные авторы пишут, что он играл на пороках Нерона и своими интригами погубил массу людей. Согласно Тациту, одной из жертв Тигеллина стал сенатор Петроний Арбитр. Тигеллина подозревали и в поджоге Рима в 64 году.
Когда не осталось сомнений в том, что Нерон будет свергнут, Тигеллин покинул своего императора. Благодаря дарам, которые он приносил фавориту и дочери захватившего власть Сервия Сульпиция Гальбы, он получил расположение последнего. Впрочем, позднее, уже при Отоне, его, к восторгу народа, приговорили к смерти. Эта новость застала Тигеллина на водах в Синуэссе; он перерезал себе горло и умер на руках у своих любовниц.

## Тигеллин в искусстве
- Тигеллин — один из героев романа Генрика Сенкевича «Камо грядеши».
- В 1951 был снят фильм «Камо грядеши», основанный на романе Сенкевича, в котором Тигеллин (что не соответствует историческим фактам) заколот зрителем в Колизее, когда римский народ восстаёт.
- В сериале Классический «Доктор Кто» 2 сезон, 12 история «Римляне» (1965) роль Тигеллина сыграл актёр Брайан Праудфут
- В мини-сериале Франко России «Камо грядеши» (1985) роль Тигеллина сыграл югославский актёр Марко Николич.
- В фильме Ежи Кавалеровича «Камо грядеши» (2001) роль Тигеллина исполняет польский актёр Кшиштоф Майхжак.
- Персонаж драмы Льва Мея «Сервилия» и одноимённой оперы Римского-Корсакова.
- Роль Тигеллина исполняет в провинциальном театре главный герой рассказа Куприна «Как я был актёром».

## Примечание
1. ↑  Децим Юний Ювенал. Сатиры, I, 1 (155—157).